# Lithocarpus kamengii
Lithocarpus kamengii är en bokväxtart som beskrevs av K.C.Sahni och H.B. Naithani. Lithocarpus kamengii ingår i släktet Lithocarpus och familjen bokväxter.
Artens utbredningsområde är Arunachal Pradesh. Inga underarter finns listade.